# Oleksandr Ohloblyn

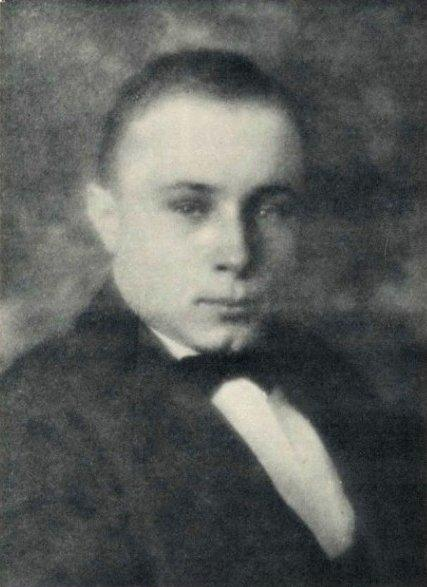
Oleksandr Ohloblyn (1922)

Oleksandr Petrowytsch Ohloblyn (* 24. November 1899 in Kiew, Russisches Reich; † 16. Februar 1992 in Ludlow (Massachusetts), Vereinigte Staaten) war ein ukrainischer Kollaborateur, Aktivist, Historiker.  Nachdem Kiew 1941 durch die Wehrmacht besetzt wurde, fungierte er kurzzeitig als Bürgermeister der Stadt.

## Herkunft und Familie
Die Vorfahren von Oleksandr Ohloblyn gehörten den Savytskys und Lashkevychs an – grundbesitzenden Kosakenfamilien der westlichen Ukraine. Er selbst wurde als Oleksandr Petrovych Mizko geboren. Um seine Erziehung kümmerte sich überwiegend seine Großmutter mütterlicherseits.

## Akademische Karriere und wissenschaftliches Schaffen
1917 schrieb sich Ohloblyn an der Universität Kiew ein. Bereits 1919 machte er dort seinen Abschluss. 1919 und 1920 unterrichtete er Geschichte an einer weiterführenden Schule. 1921 begann er akademische Lehrtätigkeiten. Von 1921 bis 1922 war er am Archäologischen Institut Kiew als Professor für ukrainische Wirtschaftsgeschichte tätig und dozierte von 1920 bis 1933 am Kiewer Institut für Volksbildung. Ferner hatte er am Kiewer Institut für Volkswirtschaft von 1928 bis 1930 den Lehrstuhl für ukrainische Nationalökonomie inne sowie von 1939 bis 1941 den Lehrstuhl für ukrainische Geschichte an der Universität Odessa. Von 1932 bis 1933 war er zudem Direktor des Zentralen Historischen Archivs der Ukraine.
Von 1926, dem Jahr seiner Promotion über die frühkapitalistische Industrie der Ukraine, bis 1933 sowie erneut von 1935 bis 1941 war er Mitglied der Ukrainischen Akademie der Wissenschaften, dort fungierte er von 1930 bis 1934 als Direktor der Kommission für die ukrainischen Wirtschafts- und Gesellschaftsgeschichte.
Nach seiner Flucht vor den Truppen der Roten Armee lehrte er zunächst in Prag an der Ukrainischen Freien Universität, 1945 dann an derselben Exiluniversität in München. In der bayerischen Hauptstadt wirkte er darüber hinaus von 1946 bis 1951 an der ukrainisch-orthodoxen theologischen Akademie.
Nach seiner Übersiedlung in die Vereinigten Staaten (1951) wirkte Ohloblyn als langjähriger Präsident und Ehrenpräsident der Ukrainian Academy of Arts and Sciences in the U.S. („Ukrainische Akademie der Kunst und Wissenschaften in den Vereinigten Staaten“), als Ehrenpräsident der Ukrainian Historical Society („Ukrainische Historische Gesellschaft“) sowie als Mitglied der Shevchenko Scientific Society. Er wirkte zudem maßgeblich an der Einrichtung eines Lehrstuhls für Ukraine-Studien an der Harvard University mit, die schließlich 1968 erfolgte. Dort war er von 1968 bis 1970 Visiting Professor für Ukrainische Geschichte sowie von 1970 bis 1973 Berater für Promotionen (thesis advisor).
Ohloblyn erstellte rund 700 Schriften, davon zirka 30 Monografien. Sie befassen sich mit der sozioökonomischen Entwicklung der Ukraine, dem Zeitalter des Kosakenstaats (Hetmanat) und der Entwicklung der ukrainischen Geschichtsschreibung. Er galt als einer der führenden Historiker ukrainischer Herkunft.

## Politische Verfolgung und Förderung in der Sowjetunion
1930 wurde Ohloblyn aus politischen Gründen verhaftet und fünf Monate lang interniert. Er wurde gezwungen, sich von seinem Mentor, dem Historiker Mitrafan Dounar-Sapolski (Мітрафа́н Ві́ктаравіч До́ўнар-Запо́льскі), loszusagen.
Die von der Führung der Kommunistischen Partei der Sowjetunion (KPdSU) in den 1920er Jahren vorangetriebene Politik der Ukrainisierung des Landes, die den gesellschaftlichen und politischen Hintergrund von Ohloblyns wissenschaftlichen Tätigkeiten dieser Jahre bildete, verkehrte sich in den 1930er Jahren in ihr Gegenteil: Ukrainischer Nationalismus wurde als bourgeoise Verfehlung beziehungsweise als konterrevolutionär geächtet. Im Zuge der entsprechenden stalinistischen Säuberungskampagne wurde Ohloblyn von 1933 bis 1935 all seiner Ämter enthoben.
Mit dem Hitler-Stalin-Pakt (August 1939), dem anschließenden Beginn des Zweiten Weltkrieges sowie der vom nationalsozialistischen Deutschland und der Sowjetunion betriebenen Zerschlagung Polens, die unter anderem zur Annexion des östlichen polnischen Staatsgebiets (Westukraine) in die Ukrainische Sozialistische Sowjetrepublik führte, änderten sich die politischen Rahmenbedingungen erneut. Zusammen mit anderen ukrainischen Historikern wurde Ohloblyn nun damit betraut, für eine Sowjetisierung der Geschichte der Westukraine zu sorgen.

## Kollaboration mit den deutschen Besatzern
Am 18. September 1941, rund drei Monate nach dem Überfall Deutschlands auf die UdSSR, griff die 6. Armee der Wehrmacht Kiew an. Ohloblyn blieb in der Stadt, in die die Wehrmachtstruppen am 19. September einzogen. Am 21. September 1941 wurde er zum Bürgermeister der Stadt ernannt und kollaborierte in der Folgezeit mit der Besatzungsmacht. Die Melnyk-Fraktion der Organisation Ukrainischer Nationalisten hatte die Inauguration Ohloblyns betrieben, sie versprach sich davon eine Ukrainisierung des öffentlichen und kulturellen Lebens der Stadt. Viel ausrichten konnte der neue Bürgermeister allerdings nicht, die politische Macht lag bei den Deutschen, insbesondere bei Generalmajor Kurt Eberhard, dem Stadtkommandanten von Kiew. Am 25. Oktober 1941 trat Ohloblyn von seinem Amt zurück, das sein Stellvertreter Volodymyr Bahazii übernahm.
In die kurze Amtsperiode Ohloblyns fällt das Massaker von Babyn Jar: Am 29. und 30. September 1941 ermordeten Angehörige des Sonderkommandos 4a der Einsatzgruppen der Sicherheitspolizei und des SD unter Führung von Paul Blobel mehr als 33.000 Juden in einer Schlucht in der Nähe von Kiew. Ohloblyn gab später an, mit dieser Mordaktion nichts zu tun zu haben. Eine Holocaust-Überlebende bezeugte, er habe sich für sie bei Kurt Eberhard verwendet. Dabei sei ihm mitgeteilt worden, das Schicksal der Juden läge ausschließlich in den Händen der Deutschen, er solle sich nicht einmischen. Eine von Ohloblyn unterzeichnete Anordnung vom 10. Oktober 1941 betraf Regelungen zur Registrierung und kommissarischen Verwaltung jüdischen Eigentums, bis es von den Deutschen genutzt werden konnte. Sie entsprach den Vorstellungen der deutschen Zivil- und Militärverwaltung. Es hieß darin: „Ich ordne an, herrenlose Gegenstände, die von Juden und anderen Personen zurückgelassen worden sind, die die Stadt Kiew verlassen haben und sich außerhalb ihrer Grenzen aufhalten, d. h.: Möbel, Musikinstrumente, Kleider, Wäsche, Betten, Geschirr, Lebensmittel u. a., aufzubewahren und eine Zählung und Bewertung [dieser Gegenstände] durch eine aus drei Personen bestehende Kommission durchzuführen.“ Die Anordnung drohte jedem, der sich derartige Gegenstände eigenmächtig aneignete, er werde „unnachsichtig zur Verantwortung gezogen“. In der „Ereignismeldung 106“ informierte die Einsatzgruppe das Reichssicherheitshauptamt am 7. Oktober 1941 darüber, dass „Geld, Wertsachen, Wäsche und Kleidungsstücke“ der ermordeten Juden „sichergestellt und zum Teil der NSV zur Ausrüstung der Volksdeutschen, z. T. der kommissarischen Stadtverwaltung zur Überlassung an bedürftige Bevölkerung übergeben“ worden waren.
Nach seinem Rücktritt vom Bürgermeisteramt widmete Ohloblyn sich erneut historischen Forschungen, besonders intensiv befasste er sich dabei mit der Geschichte der Rus. Zugleich fungierte er als Direktor des „Museum-Archivs der Übergangsperiode“, das im Auftrag der deutschen Besatzer antibolschewistische und antisemitische Propaganda betreiben sollte. Die Aufgabe des Museums lag in den Worten von Ohloblyn darin, die „weltweit historische Bedeutung des Kampfes des großen deutschen Volkes unter ihrem Führer Adolf Hitler“ zu demonstrieren. Im Juli 1942 schlug er eine Ausstellung mit dem Titel „Befreiung Kiews vom jüdisch-bolschewistischen Joch durch die deutsche Armee (19. IX. 1941)“ vor. Die schließlich gezeigte Ausstellung lautete: „Die Ruinierung der kulturellen Schätze der Stadt Kiew durch die Bolschewisten“. Gleichwohl waren die Besatzungsbehörden von der Effektivität des Museums nicht überzeugt. Die eine Ausstellung war ihnen zu wenig, und bei Ohloblyn vermutete man im Herbst 1942 den Wunsch, sich nur einen besseren Posten verschaffen zu wollen. Zudem trug man ihm nach, dass er auch Artikel für das sowjetische Regime geschrieben hatte. Das Museum wurde geschlossen. Ohloblyn fertigte ferner Auftragsschriften für den Einsatzstab Reichsleiter Rosenberg an. Sie behandelten die angebliche Zerstörung der ukrainischen Geschichtsschreibung durch die Bolschewiki sowie den deutschen Einfluss auf die Industrie der Ukraine.

## Nachkriegszeit
Kurz vor der drohenden Rückeroberung Kiews durch die Rote Armee floh Ohloblyn zusammen mit seiner Frau und seinem jugendlichen Sohn nach Lemberg. Als die Eroberung Lembergs drohte, setzte er sich nach Prag ab. Seine Flucht führte ihn schließlich in den westlichen Teil Deutschlands, in dem er in der zweiten Hälfte der 1940er Jahre als Displaced Person lebte.
1951 emigrierte er in die USA, wo er in der ukrainischen Exilgemeinde aktiv war. Er gründete und leitete 1963 die ukrainische Genealogische Gesellschaft und 1965 die Ukrainische Historische Gesellschaft. Ab 1968 war er Professor für Geschichte an der Harvard University und zwischen 1970 und 1989 leitete er die Ukrainische Akademie der Wissenschaften in den USA. Er veröffentlichte in den Vereinigten Staaten mehrere Bücher zur ukrainischen Geschichte, jedoch publizierte er nie etwas über seine Zeit als Bürgermeister von Kiew.

## „Wissenschaftliche Gesellschaft Oleksandr Ohloblyn“
Im Jahr 2000 wurde an der Nationalen Universität Ostroh Akademie (Natsional'nyi Universytet Ostroz'ka Akademiia) in Ostroh eine „Wissenschaftliche Gesellschaft Oleksandr Ohloblyn“ gegründet. Ihr Zweck ist die Förderung der Teilnahme von Studenten an Konferenzen und die Zusammenarbeit mit anderen wissenschaftlichen Einrichtungen.

## Werke
- A history of Ukrainian industry (Nachdruck der Ausgabe Kiew 1925 and 1931), Fink, München 1971.
- Predky Mykoly Hoholja, Logos, München (u. a.) 1968.
- Ukrainian historiography 1917–1956, in: Dmytro I. Dorošenko (Ed.): A survey of Ukrainian historiography, New York 1957.
- Treaty of Pereyaslav 1654, Toronto, New York 1954.